# Котухин, Александр Васильевич
Алекса́ндр Васи́льевич Коту́хин  (9 сентября 1885, Палех, Владимирская губерния — 5 мая 1961, Палех, Ивановская область) — российский и советский художник, один из основоположников школы искусства палехской миниатюры, заслуженный деятель искусств РСФСР (1935), народный художник РСФСР (1956).

## Биография
Родился Александр Васильевич Котухин в Палехе в семье потомственного художника-иконописца. Учился в художественной иконописной мастерской Н. М. Сафонова. В 1909 году уехал в Москву, где, работая иконописцем, изучал иконы строгоновских мастеров.
В период Первой мировой войны — с 1915 по 1917 гг., служил Российской императорской армии на германском фронте — «за службу и храбрость» был награждён Знаком отличия Военного ордена Георгиевским крестом IV степени. После войны — осенью 1917 года вернулся в Палех — крестьянствовал. В 1920 года стал расписывать деревянные предметы. Потом примкнул к Ивану Голикову, вступил в палехскую «Артель древней живописи». В 1922 году поступил на работу мастерскую Глазунова в Москве, несколько раз вместе с ним ездил в Федоскино для изучения федоскинского народного промысла.
Художник расписывал стены церквей в Самарской губернии, фрески в Чудовом и Савинском монастырях (г. Звенигород), занимался росписью деревянных изделий и игрушек в артели художественно-декоративной живописи (1921), монументальной живописью (роспись Дворцов пионеров в Иванове (1937), Ленинграде (1936), Ярославле, театра юного зрителя в Саратове), реставрацией фрески Успенского собора Московского Кремля (1947), росписью фарфора, книжной иллюстрацией (былина «Дюк Степанович», 1936).
Более двадцати лет — с 1943 по 1960 годы — на педагогической работе, преподавателем Палехского художественного училища (в 1952 году его разбил паралич, но, несмотря на болезнь, он продолжал работать). В числе его учеников многие замечательные художники-палешане: Борунов А. В., Бабкина (Богачёва) Н. П., Баканов Б. Л., Бахирева (Победина) Н. И., Ермолаев Б. М., Белоусов Р. Л., Мельников К. М., Жегалов В. В., Дорофеев И. А., Каманин И. Я., Клюшкина Ф. И., Каманина Н. М., Кривцова А. С., Кузнецова (Любимова) К. П., Кукулиев Б. Н., Кукулиева К. В., Кукушкин К. В., Куркин А. М., Малахов Н. В., Мельников Г. М., Мельникова (Плеханова) Ф. М., Мухин В. В., Пашков Е. И., Терёхин Б. В., Хохлов З. А., Хохлова А. П., Хохлова В. И., Чалунин П. Ф., Челышев И. А., Шарапов В. В., Шеломанов К. Я..
Умер 5 мая 1961 года, похоронен в Палехе.

## Творческое наследие

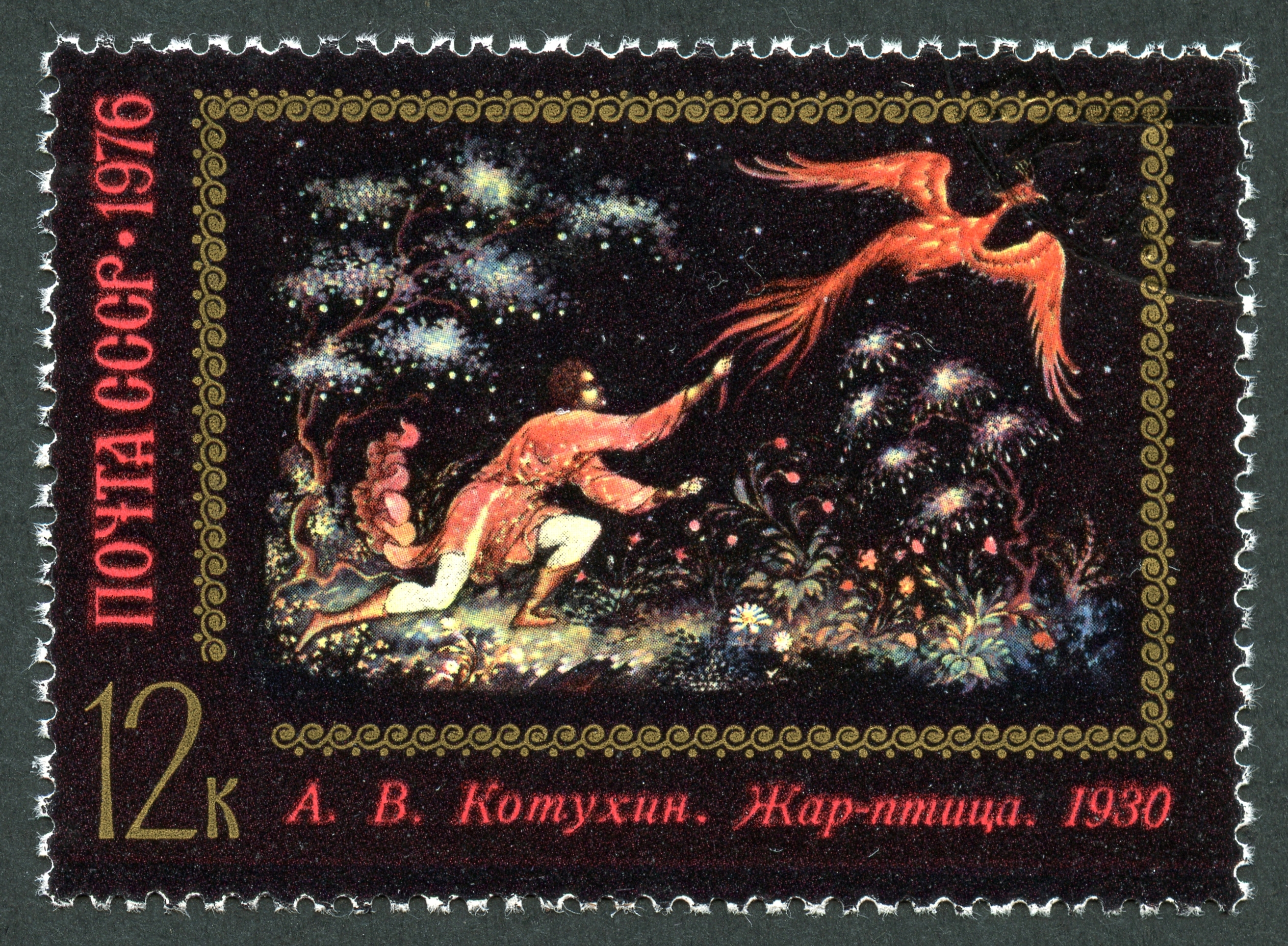
Марка СССР, 1976 год. Картина «Жар-птица»

Александр Васильевич Котухин считается одним из основоположников искусства палехской лаковой миниатюры, а также автором оригинальной — палехской технологии изготовления папье-маше. Как художник лаковой палехской миниатюры Котухин отличался мастерством орнаментального завершения миниатюры золотом. Он первым среди палешан в своих работах обратился к сюжетам сказок Пушкина.
Работы А. В. Котухина хранятся в Государственном музее палехского искусства (ГМПИ), Государственной Третьяковской галерее (ГТГ), Государственном Русском музее (ГРМ), Всероссийском музее декоративно-прикладного и народного искусства (ВМДПНИ), Ивановском областном художественном музее (ИОХМ), в других музеях и частных собраниях..

## Избранные произведения А. В. Котухина
- Тридцать три богатыря. Шкатулка, 1932. ГТГ
- Барабанщик. Коробочка, 1933. ГТГ
- В освобождённом селе. Шкатулка, 1948. ГМПИ
- Вольга побеждает индийского царя. Шкатулка, 1929. Ивановский ОХМ
- Жар-птица. Шкатулка, 1930. ГМПИ
- Заседание волисполкома. Шкатулка, 1925. МНИ
- Коробейники. Шкатулка, 1927. НГХМ
- Лесной царь. Шкатулка, 1933. ГМПИ
- Охрана урожая пионерами. Шкатулка, 1935. ГМПИ
- Песня о Степане Разине (по рисунку И. М. Баканова). Шкатулка, 1926. Частное собрание
- Пляска. Шкатулка, 1928. ЗГИХМЗ
- Руслан у Финна. Портсигар, 1940-е. ГМПИ
- Сельский сход. Пластина, 1927. ГРМ
- Сказка о рыбаке и рыбке. Табакерка, 1925.
- Сказка о царе Салтане. Шкатулка, 1946. ГМПИ
- Спящая красавица. Шкатулка, 1947. Частное собрание
- Старуха Изергиль. Шкатулка, 1935. Ивановский ОХМ
- У речки. Коробочка, 1925. ГМПИ
- Царевна Лебедь. Пластина, 1949. ГМПИ[5].